# 211 (số)
Số 211 là số nguyên tố đứng trước số 212 và đứng sau số 210.

## Trong toán học
211 là một số lẻ.
211 là số nguyên tố bằng ba số nguyên tố liên tiếp cộng lại (67 + 71 + 73), số nguyên tố Chen